# Gezira (Kairo)
Gezira (arabisch الجزيرة el-Gezira, DMG al-Ǧazīra ‚die Insel‘) ist Kairos größte Nilinsel. Sie liegt im Stadtzentrum und wird an der 26.-Juli-Straße in zwei Wohnviertel unterteilt. Ez-Zamalek (arabisch الزمالك, DMG az-Zamālik) liegt im Norden und das Wohnviertel el-Gezira im Süden. Dazwischen erstreckt sich der Gezira Sporting Club. Gelegentlich wird die ganze Insel auch ez-Zamalek genannt.
Auf der Insel befinden sich mehrere Botschaften, darunter die deutsche Botschaft, viele Hotels und Restaurants, die Oper (1988) und der Fernsehturm. Begonnen hat dies mit dem Gezira-Palast, der ursprünglich ein 1863 bis 1868 vom deutschen Architekten Julius Franz erbautes Gästehaus der Regierung war und inzwischen Teil einer Hotelanlage (Marriott) ist.
Zur Insel führen mehrere Brücken, unter anderem die at-Tahrir-Brücke (arabisch كوبري قصر النيل, DMG Kubrī Qaṣr an-Nīl ‚Qasr-an-Nil-Brücke‘) vom Tahrir-Platz.
Auf der Insel befindet sich eine Haltestelle der Metroline 2 an der Oper.